# Union des assurances de Paris
L’Union des assurances de Paris était une société d'assurances, créée en 1968 à la suite de la fusion de trois compagnies d'assurances. Forte en 1996 de 110 000 employés, elle était la 3e compagnie en France, avec 11,68 % du marché en étant même le 1er assureur dommages.

## Histoire

### Les petites sociétés à l'origine
L'Union (créée en 1828), l’Urbaine et la Séquanaise (fondée en 1889 par un Alsacien et un Troyen, Adolphe Ihler et Roland Paupe, et basée à Besançon),  ont fusionné en 1968 pour créer l'UAP.
La Séquanaise était basée dans la rue éponyme, jusqu'en 1919, du 9ème arrondissement à Paris, appelée aussi Rue Jules-Lefebvre, dans un immeuble qui  a été construit pour accueillir le siège de la compagnie,. C'était aussi le nom d'une société de gymnastique et de préparation militaire créée en 1888 dans la région de Besançon, assoupie de 1892 à 1901, relancée en 1901 par un petit groupe de jeunes et qui devient dans les années 1960 une société d'éducation populaire, qui compte plus de 1 000 adhérents en 1970.

### Privatisation
Le gouvernement d'Édouard Balladur entérine la privatisation de l'UAP après celles notamment de BNP ou Rhône-Poulenc. C'est ainsi que l'État propose à la vente ses titres UAP le 3 mai 1994 au prix de 152 FRF (36,83 EUR2023) par action. Cette privatisation a attiré 1,9 million de porteurs et représenté un gain de 19 milliards de francs pour l'État, moins qu'espéré initialement. 

### Offre publique d'achat d'AXA
Le mardi 12 novembre 1996, Axa lance une offre publique d'achat sur l'UAP. Cette acquisition donne naissance à la première entreprise française par le chiffre d'affaires (313 milliards de francs) et au no 1 mondial de l'assurance, très loin devant les AGF, classés à l'époque au 27e rang mondial. Claude Bébéar prend la présidence du directoire du nouveau groupe qui est nommé Axa-UAP. Cependant il est décidé de faire disparaître la marque UAP, à la mi-1998 en France.
En 1998, l'entreprise AXA-UAP cède plusieurs de ses filiales africaines au Groupe Sunu naissant fondé par l'un de ses anciens cadres. 
En 1999, les deux holdings UAP et Axa fusionnent, Axa-UAP devient Axa.

### Présidents successifs
- Dominique Leca : 1968-1974
- René de Lestrade : 1974-1983
- Pierre Esteva : 1980-1983
- Yvette Chassagne : 1983-1987
- Jean Dromer : 1987-1988
- Jean Peyrelevade : 1988-1993
- Jacques Friedmann : 1993-1997
- Claude Bébéar : 1997-1997